# Cavo Ticinello
Il Cavo Ticinello è un canale artificiale che ha origine a Milano dalla Darsena di Porta Ticinese, di cui rappresenta lo scolmatore, e che sfocia a Rozzano nel Lambro Meridionale. 

## Storia
Il Cavo Ticinello è stato realizzato in epoca medievale come emissario del laghetto di Sant'Eustorgio, bacino acqueo artificiale che si trovava all'incirca tra l'omonima basilica e i caselli daziari di piazza XXIV Maggio (che vennero realizzati in seguito), nei pressi di Porta Ticinese (anch'essa realizzata in seguito, nel 1801): la Darsena nacque quindi come ampliamento del laghetto di Sant'Eustorgio. 
Durante i lavori di riqualificazione della Darsena, che sono avvenuti nel 2015, è venuto alla luce un ponte a tre arcate di origine medievale che rappresentava l'incile dell'antico Cavo Ticinello. Quest'ultimo ha quindi rappresentato prima lo scolmatore del laghetto di Sant'Eustorgio e poi quello della Darsena.

## Descrizione
Il Cavo Ticinello, come già accennato, è lo scolmatore della Darsena: il suo incile si trova sul lato orientale del bacino acqueo artificiale milanese. In particolare le sue chiuse si trovano in piazza XXIV Maggio. Il corso d'acqua prosegue poi il suo percorso coperto dal manto stradale sottopassando Porta Ticinese e imboccando viale Col di Lana per poi proseguire parallelo, senza incrociarsi, al canale Vettabbia passando da via Col Moschin e via Castelbarco. 
Il Cavo Ticinello imbocca poi via Bazzi proseguendo verso sud e uscendo allo scoperto all'altezza di via Antonini. Da qui in poi solca a scopi irrigui il parco agricolo del Ticinello per poi dirigersi verso meridione sfociando nel Lambro Meridionale a Rozzano.